# 뮤직 앤 리얼리티
"뮤직 앤 리얼리티"는 2020년에 개봉한 대한민국・미국의 합작 영화이다.

## 캐스팅
- 빅 포니 : 바비 역
- 임화영 : 이나 역
- 샌디 리 : 엄마 역
- 토드 엠 고블 : 빌리 역
- 황현성 : 돌리 역
- 대니 조 : 토니 역
- 다니엘 베이컨 : 웬디 역
- 브래드 무어 : 페이퍼 킹스 드러머 역
- 대니 애런즈 : 페이퍼 킹스 베이스 역
- 피터 재 : 경호원 역
- 최원 : 택시기사 역
- 김한나 : 부동산 직원 역
- 강민호 : 클럽 빵 매니저 역
- 이재은 : 욕쟁이 이모 역
- 김희윤 : 이나 어머니 역
- 임용순 : 이나 아버지 역
- 저스틴 버그 : 참을성 없는 오픈마이크 관객 역
- 에릭 슈스터 : 오픈마이크 뮤지션 역
- 루이스 A. 몬탤보 : 뉴욕 지하철 버스커 역
- 스티브 리 : 찜질방 남자 1 역
- 강길헌 : 찜질방 남자 2 역
- 로버트 조 : 한강 마라토너 역
- 엠와이케이 : 홍대 버스커 역
- 김이지 : 홍대 버스커 역
- 알렉스 버트나리아엔비 : 뉴욕 사무실 텔레마케터 역
- 노엘 존슨 : 뉴욕 사무실 텔레마케터 역
- 메간 하몬 : 뉴욕 사무실 텔레마케터 역
- 브리트니 카든 : 뉴욕 사무실 텔레마케터 역
- 로버트 데콘 : 뉴욕 사무실 텔레마케터 역
- 헤더 리니 : 대기실 친구들 역
- 다니엘 호 : 대기실 친구들 제럴드 역
- 살보 넬슨 : 대기실 친구들 역
- 슬라보미어 메이저 : 대기실 친구들 역
- 오이하나 아루 : 대기실 친구들 역
- 밀레나 디 버헤인 : 대기실 친구들 역
- 릴리 스미스 : 대기실 친구들 역
- 헤이니 호스카리 : 대기실 친구들 역
- 하누 미콜라 : 대기실 친구들 역
- 현혜란 : 대기실 친구들 역
- 조윤희 : 미세스 고메즈 역
- 그레이스 추아 : 전화 상담 고객 역
- 수 시안 : 전화 상담 고객 역
- 대니 조
- 이성우 : 불대갈 역 (특별출연)
- 정우용 : 뽀글 역 (특별출연)
- 정민준 : 경호원 역 (특별출연)
- 육중완 : 본인 역 (특별출연)
- 조현보 : 조보 역 (특별출연)
- 브래드 (특별출연)